# Edgar Rice Burroughs

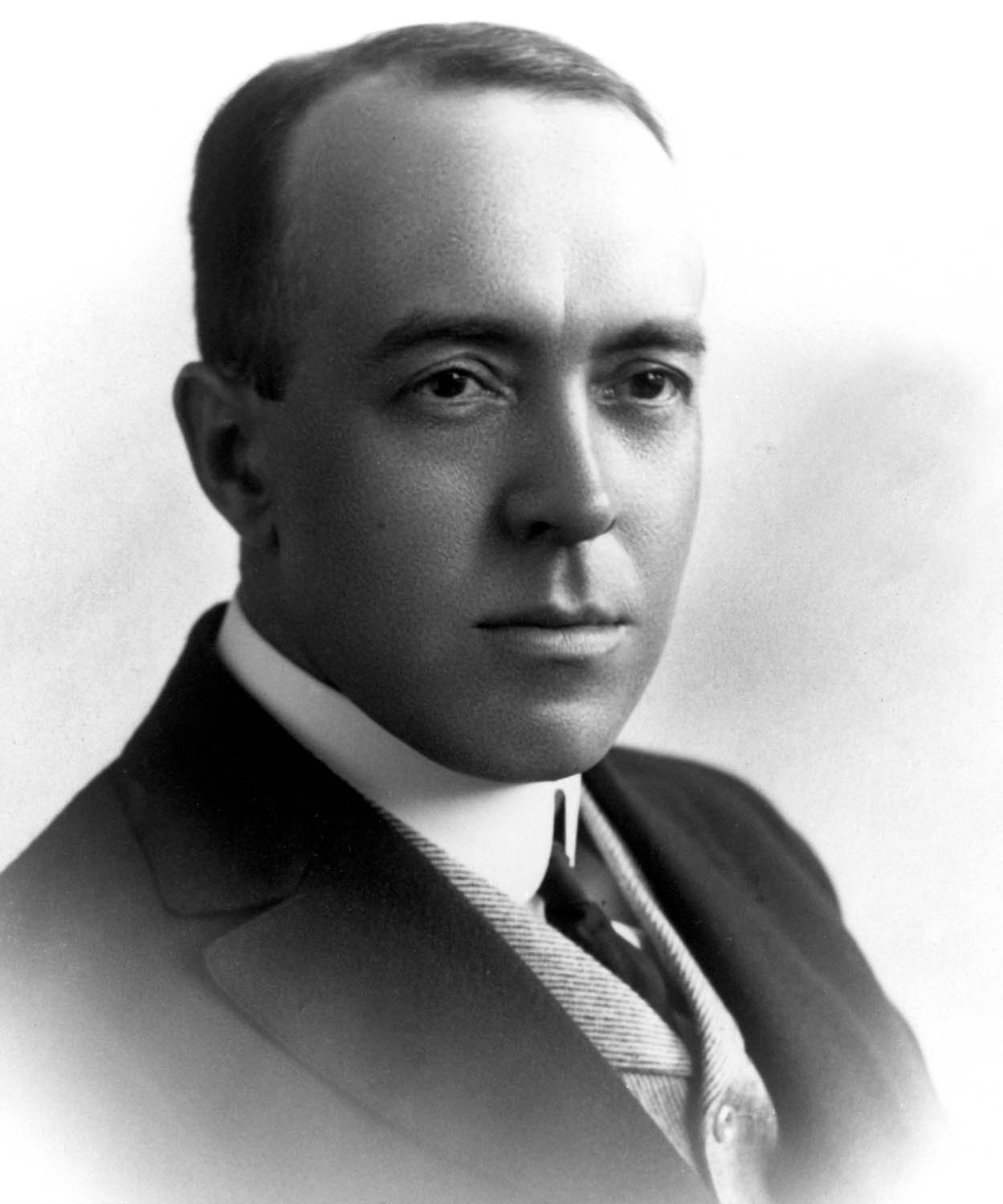
Edgar Rice Burroughs (um 1920)

Edgar Rice Burroughs (* 1. September 1875 in Chicago, Illinois; † 19. März 1950 in Encino, Kalifornien) war ein US-amerikanischer Schriftsteller. Zum Zeitpunkt seines Todes waren seine Werke bereits in 57 Sprachen übersetzt sowie allein in den USA mehr als 36 Millionen Mal verkauft worden.
Burroughs wurde bekannt als Erzähler diverser fiktionaler Abenteuergeschichten der Trivialliteratur, die sich vor allem dem frühen Fantasy- und Science-Fiction-Genre zuordnen lassen. Die bekanntesten von ihm eingeführten und in der Folge von anderen in zahlreichen Filmen und Comics etablierten Heldencharaktere sind Tarzan und John Carter.

## Leben
Der Sohn des Fabrikanten und Bürgerkriegsveteranen Major George Tyler Burroughs (1833–1913) und der Lehrerin Mary Evaline Zieger (1840–1920) verlebte nach dem Besuch mehrerer Privatschulen den Großteil seiner Jugend auf der Ranch seiner Brüder in Idaho.
Nach seinem Abschluss auf der Michigan Military Academy im Jahr 1895 trat Burroughs in die 7. US-Kavallerie ein. Als ein Armeearzt bei ihm einen Herzfehler diagnostizierte und er deshalb nicht Offizier werden konnte, verließ Burroughs die Armee vorzeitig im Jahr 1897 und arbeitete bis 1899 wieder auf der Ranch seines Bruders. Danach ging er zurück nach Chicago und arbeitete in der Firma seines Vaters.
Am 1. Januar 1900 heiratete Burroughs seine Jugendliebe Emma Centennia Hulbert. Das Paar bekam drei Kinder: Joan Burroughs Pierce (1908–1972), Hulbert Burroughs (1909–1991) und John Coleman Burroughs (1913–1979). Da die tägliche Routine in der Fabrik seines Vaters nicht Burroughs Sache war, verließ das Ehepaar 1904 Chicago, um abermals in Idaho zu leben. Mit seinen Brüdern, die inzwischen ihre Ranch aufgegeben hatten, versuchte er sich erfolglos als Goldgräber. Kurze Zeit später arbeitete er als Eisenbahnpolizist in Salt Lake City. Auch diesen Job gab Burroughs auf und zog mit seiner Frau wieder zurück nach Chicago, wo er eine Reihe Jobs annahm, unter anderem als Vertreter. 1911 investierte er sein letztes Geld in eine Handelsagentur für Bleistiftanspitzer und scheiterte.
Burroughs, der zu dieser Zeit an Depressionen litt und – nach dem Urteil einiger Biographen – an Selbstmord dachte, kam auf die Idee, eine Geschichte für ein Magazin zu schreiben, in dem er zuvor Anzeigen für seine Bleistiftanspitzer geschaltet hatte. Seine erste Erzählung Dejah Thoris, Princess of Mars – unter dem Pseudonym Normal Bean für das „All-Story“-Magazin von Thomas Metcalf geschrieben – wurde zwischen Februar und Juli 1912 als Fortsetzung veröffentlicht.
Burroughs erhielt für seine erste Kurzgeschichte 400 Dollar, war aber nach dem Erscheinen der Story unzufrieden mit dem Ergebnis. Metcalf hatte sein Pseudonym in Norman Bean geändert, und auch der Titel seiner Geschichte wurde zu Under the Moon of Mars abgewandelt. Auf Burroughs Beschwerde bezüglich der Änderungen hin lenkte Metcalf ein und bot an, Burroughs nächste Geschichte unter seinem richtigen Namen zu drucken. Eine weitere Beschwerde Burroughs betraf den Zusatz For all Rights auf seinem Honorarscheck. Nach längerem Briefwechsel erreichte er, dass die 400 Dollar nur für den Erstabdruck galten.
Burroughs zweite Geschichte, The Outlaw of Torn, wurde jedoch von All-Story abgelehnt. Der große Erfolg kam mit Burroughs drittem Anlauf, Tarzan of the Apes.
Die Geschichte von Tarzan wurde ebenfalls 1912 von All-Story veröffentlicht. Burroughs schrieb in der Folgezeit immer wieder neue Tarzan-Geschichten und konnte sich weniger als zehn Jahre nach der Veröffentlichung von Tarzan of the Apes ein riesiges Stück Land in der Nähe von Los Angeles kaufen. Selbst nach Burroughs Tod im Jahr 1950 erschienen weitere Tarzan-Geschichten. Das Landstück bei Los Angeles ist heute die Gemeinde Tarzana.
In den frühen 1930er Jahren wurde sein schriftstellerischer Erfolg allerdings immer mehr von privaten Problemen überschattet. 1934 ließ er sich scheiden und heiratete ein Jahr später Florence Dearholt. 1942 wurde auch diese Ehe geschieden. Nach der Bombardierung von Pearl Harbor begab sich Burroughs 1941 als Kriegsreporter nach Hawaii. Nach dem Krieg kehrte er nach Kalifornien zurück, wo er, nach vielen gesundheitlichen Problemen, 1950 einem Herzinfarkt erlag. Zum Zeitpunkt seines Todes hatte er einen über 15 Jahren laufenden Filmkontrakt für 15 weitere Tarzan-Filme.
Burroughs verfasste etwa 70 Bücher, von denen zu Lebzeiten 59 erschienen.
2003 wurde er postum in die Science Fiction Hall of Fame aufgenommen.

## Werk
In Burroughs Werk vermischt sich Science-Fiction mit Fantasy. Er etablierte Geschichten vor einem planetarischen Hintergrund in der Science-Fiction. Dabei war Burroughs bewusst, dass seine Literatur bei den Kritikern nicht ankam. Er machte auch nie ein Hehl daraus, dass er schrieb, um Geld zu verdienen.
Die Helden seiner Romane und Erzählungen haben keine Alltagsprobleme. Bei den Charakterzeichnungen schwach, sprudeln Burroughs Geschichten über vor Ideen und Action. Die Helden seiner Romane weisen bestimmte Merkmale auf, beispielsweise das Geheimnis um ihre Herkunft. Entweder haben die Helden nie eine Kindheit erlebt, oder sie können sich nicht daran erinnern, oder aber sie sind wie Tarzan und The Cave Girl Waisen. Ein weiteres Merkmal von Burroughs Geschichten ist der, wie Brian W. Aldiss es nennt, ausgeprägte sexuelle Dimorphismus. Das jeweils dominante Geschlecht ist hässlich.
Obwohl es in den Romanen und Geschichten Burroughs von schönen, nackten Frauen nur so wimmelt, werden sexuelle Beziehungen weder angedeutet noch erwähnt. Burroughs Welt scheint eine präpubertäre zu sein. Doch ist die Jungfräulichkeit immer in Gefahr (vgl. Aldiss). Fast schon zwanghaft mutet an, dass es in den Geschichten von Burroughs, die zwischen 1911 und 1915 geschrieben wurden, nicht weniger als 76-mal zu Vergewaltigungsdrohungen kommt, die natürlich alle abgewendet werden können. Zu den Bedrohern der weiblichen Unschuld gehören verschiedene Marsianer, Sultane, Höhlenmenschen, japanische Kopfjäger und Affen.
Everett F. Bleiler schreibt über Burroughs, seine Texte seien „Fantasien von Erotik und Macht“.
Seit 1. Januar 2021 unterliegen die englischen Originaltexte nicht mehr dem Urheberrecht und sind somit gemeinfrei.

### Barsoom
Die erste Geschichte Burroughs’ erschien im Jahr 1917 als Buch unter dem Titel A Princess from Mars (dt. Die Prinzessin vom Mars). Die Fortsetzungen The Gods of Mars (dt. Göttin des Mars) und The Warlord of Mars (dt. Der Kriegsherr des Mars) erschienen 1918 und 1919. Im Laufe der Jahre erschienen immer weitere Mars-Abenteuer, bis hin zu den Romanen, die postum veröffentlicht wurden.
Dabei hat Burroughs’ Mars wenig mit dem echten Mars zu tun. Auch die Beschreibung der Geographie des Planeten wird nur grob geführt. John Carter, der Held der Mars-Romane, gelangt per mystischer Übertragung auf den Mars, der von seinen Bewohnern Barsoom genannt wird. Ruinenstädte und austrocknende Meere beherrschen das Bild, Überreste alter Zivilisationen sind überall vorhanden. Dennoch ist der Planet voller Lebewesen. Es gibt verschiedene Rassen intelligenter Marsbewohner, die sich durch ihre Hautfarbe unterscheiden. Die einzelnen Stämme sind untereinander verfeindet. Es gibt grüne, weiße, gelbe und rote Marsianer, teils riesig groß und vierarmig. Die Frauen auf Barsoom legen Eier und sind meistens schön. John Carter verliebt sich in Dejah Thoris, eine rote Marsianerin.
Verfilmt wurde das Werk 2009 als Princess of Mars von Regisseur Mark Atkins von The Asylum und 2012 unter dem Titel John Carter – Zwischen zwei Welten von Regisseur Andrew Stanton von Walt Disneys Pixar Studios.

### Tarzan

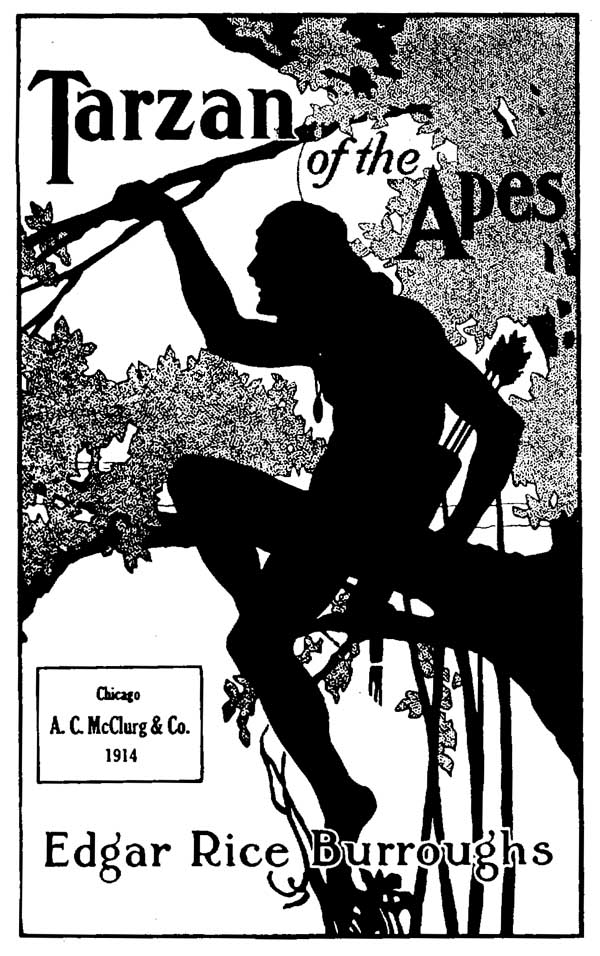
Buchcover von Tarzan Of The Apes – Tarzan bei den Affen

Tarzan of the Apes (dt. Tarzan bei den Affen), Burroughs zweite Geschichte, ist nicht der Science Fiction zuzurechnen, Tarzan ist ein reiner Abenteuerroman. Tarzan, eigentlich Lord Greystoke, ist der Herrscher des Dschungels, von Affen großgezogen und deren Sprache sprechend. Tarzan ist Vorbild für zahlreiche Nachahmer geworden und wurde unzählige Male verfilmt, zuerst im Jahr 1918 als Tarzan bei den Affen. Darsteller des Tarzan waren unter anderem Buster Crabbe, Johnny Weissmüller und Lex Barker. Burroughs schrieb immer weitere Fortsetzungen, insgesamt mehr als zwanzig Romane, über den Helden des Dschungels, die zum Teil postum erschienen.

### Pellucidar
Die Pellucidar-Romane sind Burroughs’ dritte erfolgreiche Serie. Im Jahr 1914 erschien in Fortsetzungen At the Earth's Core. Die Romane basieren auf der Idee, dass unter der Erdkruste ein Hohlraum existiert, der von verschiedenen Lebewesen bewohnt ist und von einer Miniatursonne erhellt wird. Held der Romane ist David Innes, der sich mit einem mechanischen Maulwurf Zutritt zu Pellucidar verschafft. Innes erlebt, wie auch Tarzan und John Carter, fantastische Abenteuer mit grausamen und wilden Stämmen. Der erste Roman der Serie At the Earth's Core erschien 1922, die Fortsetzung Pellucidar 1923. Insgesamt erschienen sechs Romane der Serie zu Burroughs’ Lebzeiten, darunter einer, in dem Tarzan einen Auftritt in Pellucidar gibt (Tarzan at the Earth's Core, 1930). Der siebte Roman Savage Pellucidar erschien 1963. Die Geschichte wurde 1976 frei unter dem Titel Der sechste Kontinent verfilmt.

### Venus
Carson Napier ist der Held von Burroughs’ Serie von Romanen, die auf der Venus spielen. Zuerst in Argosy 1932 als Fortsetzung erschienen, konnte Burroughs der Versuchung nicht widerstehen und ließ auch zu dieser Serie drei weitere Romane folgen.

### Weitere Serien
Eine weitere Serie spielt im Inneren des Mondes. Der erste Roman erschien 1923 in Fortsetzungen als The Moon Maid.
The Land that Time Forgot, 1924 als Buch erschienen, besteht aus drei miteinander verbundenen Kurzgeschichten. Auf der fiktiven Insel Caprona verläuft die Evolution individuell. Caprona ist, wie alle Welten Burroughs’, voller Geheimnisse, wilder Tiere und Stämme. Bezeichnend ist, dass auch hier die Frauen – wie auf Barsoom – Eier legen.
Neben Science Fiction und Fantasy-Geschichten, die auf verschiedenen Planeten, auf vergessenen Inseln und Kontinenten und sogar im Inneren der hohlen Erde spielen, schrieb Burroughs auch historische Romane, Western und sozialrealistische Werke. Einen Sonderplatz in seinem Schaffen nehmen die beiden Bücher um den Apachenhäuptling Shoz Dijiji ein, in denen er die Apachen erstmals in der amerikanischen Literatur realistisch zu zeigen versucht.

## Burroughs’ Werke im deutschsprachigen Raum
Die Bücher von Burroughs hatten auch in Deutschland eine große Fangemeinde, wo in den 1920er und 1930er Jahren 8 Tarzanbände erschienen. Auf 16 Tarzan-Bände (davon 8 dt. Erstveröffentlichungen) brachte es in den 1950er Jahren der Pegasus Verlag. Anfang der 1970er Jahre wurden auch andere Bücher des Autors in Deutschland verlegt, darunter vier Bücher der Venus-Reihe und vier Mars-Romane. Der letzte ambitionierte Versuch in den 1990er Jahren scheiterte aus gesundheitlichen Gründen des Verlegers. Im Kranichbornverlag erschienen 15 Tarzan-Bände, davon vier als deutsche Erstveröffentlichungen, und zwei Mars-Romane. Im Jahre 2000 erschien mit dem Caprona-Zyklus ein weiteres Werk des Autors in deutscher Sprache. Erst in den letzten Jahren erfolgten weitere deutsche Erstveröffentlichungen, u. a. durch den „APEX Verlag“. Auch die Reihe der Tarzan-Bände konnte inzwischen vervollständigt werden.
Im angelsächsischen Sprachraum ist das Werk Burroughs’ ein absoluter Klassiker der Phantastik. Seine Werke wurden schon zu seinen Lebzeiten kopiert. Otis Kline schrieb Mars- und Venus-Abenteuer. Leigh Bracketts Serie um Eric John Stark, die auf dem Mars und episodenweise auch auf der Venus angesiedelt ist, trägt starke Züge von Burroughs’ Werk. In Deutschland blieb Burroughs eher unbekannt, was unter anderem auch daran liegen mag, dass seine Hauptschaffenszeit in die Zeit des Nationalsozialismus fiel.

## Auszeichnungen
- 2003 Science Fiction Hall of Fame in der Kategorie „Posthumous Inductee“
- 2004 First Fandom Hall of Fame Award

## Bibliografie

### Serien und Zyklen
Die Serien sind nach dem Erscheinungsjahr des ersten Teils geordnet.

### Barsoom / John Carter vom Mars
Romane
- 1 Under the Moons of Mars (6 Teile in: The All-Story, February 1912 ff.; auch: A Princess of Mars, 1917; auch: Carter of the Red Planet, 1929; auch: The Princess of Mars, 2006)
  - Deutsch: Eine Mars-Prinzessin: Dreiundvierzig Millionen Meilen von der Erde. Dieck & Coin, 1925. Auch als: Die Prinzessin vom Mars. Übersetzt von Leni Sobez. Williams John Carter #1, 1972, ISBN 3-8071-0020-2. Auch als: Die Prinzessin vom Mars. Übersetzt von Franziska Willnow. Kranichborn, 1996, ISBN 3-930040-41-7. Auch als: Eine Prinzessin vom Mars. Apex, 2019, ISBN 978-3-7485-7490-3.
- 2 The Gods of Mars (5 Teile in: The All-Story, January 1913 ff.; auch: Gods of Mars, 1975)
  - Deutsch: Die Götter des Mars. Übersetzt von Leni Sobez. Williams John Carter #2, 1972, ISBN 3-8071-0007-5. Auch als: Die Götter des Mars. Übersetzt von Franziska Willnow. Kranichborn, 1996, ISBN 3-930040-42-5.
- 3 The Warlord of Mars (4 Teile in: The All-Story, December 1913 ff.; auch: Warlord of Mars, 1973; auch: Warlords of Mars, 2011)
  - Deutsch: Der Kriegsherr des Mars. Übersetzt von Leni Sobez. Williams John Carter #3, 1972, ISBN 3-8071-0019-9.
- 4 Thuvia, Maid of Mars (3 Teile in: All-Story Weekly, April 8, 1916 ff.; auch: Thuvia--Maid of Mars, 1982)
  - Deutsch: Thuvia, das Mädchen vom Mars. Übersetzt von Leni Sobez. Williams John Carter #4, 1973, ISBN 3-8071-0034-2. Auch als: Thuvia : Das Mädchen vom Mars. Kranichborn, 1996, ISBN 3-930040-44-1.
- 5 Chessmen of Mars (7 Teile in: Argosy All-Story Weekly, February 18, 1922 ff.; auch: The Chessmen of Mars)
  - Deutsch: Die Schachfiguren des Mars. Kranichborn, 1997, ISBN 3-930040-45-X.
- 6 The Master Mind of Mars (1927; auch: The Mastermind of Mars, 1963)
  - Deutsch: Der Großmeister vom Mars. Kranichborn, 1997, ISBN 3-930040-46-8.
- 7 A Fighting Man of Mars (6 Teile in: The Blue Book Magazine, April 1930 ff.)
  - Deutsch: Ein Kämpfer vom Mars. Kranichborn, 1997, ISBN 3-930040-47-6.
- 8 Swords of Mars (6 Teile in: The Blue Book Magazine, November 1934 ff.)
  - Deutsch: Die Schwerter des Mars. Kranichborn, 1997, ISBN 3-930040-48-4.
- 9 Synthetic Men of Mars (1938; auch: The Synthetic Men of Mars, 1939)
  - Deutsch: Die Kunstmenschen des Mars. Kranichborn, 1997, ISBN 3-930040-49-2.
- 10 Llana of Gathol (1948)
  - Deutsch: Llana von Gathol. Kranichborn, 1997, ISBN 3-930040-50-6.
- 11 John Carter of Mars: The Collection (1941)
  - Deutsch: John Carter vom Mars. Kranichborn, 1997, ISBN 3-930040-51-4.

Kurzgeschichten und Sonstiges
- Glossary (1920, in: Edgar Rice Burroughs: Thuvia, Maid of Mars; auch: A Glossary of Names and Terms Used in the Martian Books, 1962; auch: A Glossary of Names and Terms Used in ERB’s Martian Books, 2012; auch: A Glossary of Names and Terms Used in the Martin Books, 1963)
- John Carter of Mars (1940; mit John Coleman Burroughs)
- Black Pirates of Barsoom (in: Amazing Stories, June 1941)
- The City of Mummies (in: Amazing Stories, March 1941)
- Invisible Men of Mars (in: Amazing Stories, October 1941)
- John Carter and the Giant of Mars (in: Amazing Stories, January 1941; auch: John Carter and the Giants of Mars, 2007)
- Yellow Men of Mars (in: Amazing Stories, August 1941)
- Skeleton Men of Jupiter (in: Amazing Stories, February 1943)
- Three Martian Novels (Sammelausgabe von 4–6; 1962; auch: Return to Mars, 2004; auch: The Mars Trilogy 2, 2012)
- A Princess of Mars and A Fighting Man of Mars (Sammelausgabe von 1 und 7; 1964)

Sammelausgaben
- Martian Tales of Edgar Rice Burroughs (Sammelausgabe von 1–4; 1981)
- Under the Moons of Mars: The Tales of Barsoom (Sammelausgabe von 1–3; 2003; auch: The Martian Tales Trilogy, 2004; auch: A Princess of Mars / The Gods of Mars / The Warlord of Mars, 2009; auch: Mars Trilogy, 2012; auch: John Carter of Mars Omnibus 1, 2012; auch: The Mars Trilogy, 2012; auch: The Original John Carter Trilogy, 2013; auch: The John Carter Trilogy, 2013; auch: John Carter of Mars Volume 1, 0000; auch: John Carter of Mars: Vol. 1: A Princess of Mars, The Gods of Mars, The Warlord of Mars, 2012)
- Bulk Burroughs: Adventures on Mars (Sammelausgabe von 1–5; 2004; auch: John Carter of Mars: The Collection, 2010; auch: The Mars Chronicles, 2011; auch: John Carter on Mars Collection, 2011; auch: John Carter of Mars: The First Five Novels, 2013; auch: Under the Moons of Mars: The Tales of Barsoom, 2012)
- Men of Mars (Sammelausgabe von 7–9; 2006)
- More Martian Tales (Sammelausgabe von 4 und 5; 2006; auch: John Carter of Mars: Vol. 2, 2012; auch: The Children of Mars, 2013)
- Tales of Mars (Sammelausgabe von 10 und 11; 2007)
- Barsoom Series Complete Collection: 11 Books (13 Novels) of John Carter Fully Illustrated (2012)
- John Carter: The Movie Novelization; Also Includes A Princess of Mars (Sammelausgabe von 2 Romanen; 2012; mit Stuart Moore (Hrsg.))
- Under the Moons of Mars and Carter of the Red Planet (2012)

John Carter of Mars (Leonaur):
- John Carter of Mars Volume 1 (Sammelausgabe von 1 und 2; 2006)
- John Carter of Mars Volume 2 (Sammelausgabe von 3 und 4; 2006)
- John Carter of Mars Volume 3 (Sammelausgabe von 5 und 6; 2007)
- John Carter of Mars Volume 4 (Sammelausgabe von 7 und 8; 2007)
- John Carter of Mars Volume 5 (Sammelausgabe von 9 und 10; 2007)
- John Carter of Mars Volume 6 (2 Erzählungen, 2007)

The Collected John Carter of Mars (Disney Editions):
- The Collected John Carter of Mars Volume 1 (Sammelausgabe von 1–3, 2012)
- The Collected John Carter of Mars Volume 2 (Sammelausgabe von 4–7; 2012)
- The Collected John Carter of Mars Volume 3 (Sammelausgabe von 8–11; 2012)

Nelson Doubleday / SFBC Sammelausgaben:
- 1 The Gods of Mars and The Warlord of Mars (Sammelausgabe von 2 und 3; 1971)
- 2 Thuvia, Maid of Mars and The Chessmen of Mars (Sammelausgabe von 4 und 5; 1973)
- 3 The Master Mind of Mars and A Fighting Man of Mars (Sammelausgabe von 6 und 7; 1974)
- 4 Swords of Mars and Synthetic Men of Mars (Sammelausgabe von 8 und 9; 1975)
- 5 Llana of Gathol and John Carter of Mars (Sammelausgabe von 10 und 11; 1977)

### Tarzan
Romane
- 1 Tarzan of the Apes (in: The All-Story, October 1912)
  - Deutsch:
    - Tarzan bei den Affen. Erlebnisse eines von Menschenaffen Geraubten. Übersetzt von Tony Kellen. Dieck & Co., Stuttgart 1924, DNB 573907366.
    - Tarzan bei den Affen. Übersetzt von Tony Kellen. Pegasus Verlag, Wetzlar 1950, DNB 450717577.
    - Tarzan bei den Affen. Übersetzt von Fritz Moeglich. Heyne Allgemeine Reihe #344, 1965.
    - Tarzan 1 – Der Überfall. Übersetzt von Heinrich F. Gottwald. Engelbert-Verlag, Balve (Westf.) 1970, DNB 456242430.
    - Tarzan 1 – Herr des Dschungels. Übersetzt von Berthold Schmitt. Williams Tarzan #1, Alsdorf 1972, ISBN 3-8071-0000-8.
    - Tarzan : Der Originalroman. Deutsche Taschenbuch-Verlag (dtv #20312), München 1999, ISBN 3-423-20312-9.
    - Tarzan bei den Affen. Übersetzt von Ruprecht Willnow. Kranichborn Verlag, Leipzig 1994, ISBN 3-930040-09-3.
    - Tarzan bei den Affen. Übersetzt von Ruprecht Willnow. Verlag Walde+Graf, Zürich 2012, DNB 1045767174.
- 2 The Return of Tarzan (in: New Story Magazine, June - December 1913)
  - Deutsch:
    - Tarzans Rückkehr in den Urwald. Übersetzt von Tony Kellen. Dieck & Co., Stuttgart 1924, DNB 573907323.
    - Tarzans Rückkehr. Übersetzt von Tony Kellen. Pegasus Verlag, Wetzlar 1950, DNB 450716562.
    - Tarzan – Rückkehr in den Dschungel. Übersetzt von Fritz Moeglich. Heyne Allgemeine Reihe #355, 1965.
    - Tarzan 2 – Die Wildnis ist stärker. Übersetzt von Heinrich F. Gottwald. Engelbert-Verlag, Balve (Westf.) 1970, ISBN 3-536-00891-7.
    - Tarzan 2 – Tarzans Rückkehr in den Dschungel. Übersetzt von Leni Sobez. Williams Tarzan #2, Alsdorf 1972, ISBN 3-8071-0010-5.
    - Tarzans Rückkehr. Übersetzt von Ruprecht Willnow & Franziska Willnow. Kranichborn Verlag, Leipzig 1994, ISBN 3-930040-10-7.
- 3 The Beasts of Tarzan (in: All-Story Cavalier Weekly, May 16, 1914 - June 6, 1914)
  - Deutsch:
    - Tarzans Tiere. Übersetzt von Tony Saxe. Dieck & Co., Stuttgart 1924, DNB 573907293.
    - Tarzans Tiere. Übersetzt von Toni Kellen. Pegasus Verlag, Wetzlar 1951, DNB 450716635.
    - Tarzan und seine Tiere. Übersetzt von Fritz Moeglich. Heyne Allgemeine Reihe #376, 1965.
    - Tarzan 3 – Tarzans Bestien. Übersetzt von Leni Sobez. Williams Tarzan #3, Alsdorf 1972, ISBN 3-8071-0005-9.
    - Tarzans Tiere. Übersetzt von Ruprecht Willnow. Kranichborn Verlag, Leipzig 1994, ISBN 3-930040-11-5.
- 4 The Son of Tarzan (in: All-Story Weekly, December 4, 1915 - January 8, 1916)
  - Deutsch:
    - Tarzans Sohn. Übersetzt von Walther Saxe. Dieck & Co., Stuttgart 1924, DNB 57390734X.
    - Tarzans Sohn. Übersetzt von Tony Kellen. Pegasus Verlag, Wetzlar 1951, DNB 450716589.
    - Tarzan und sein Sohn. Übersetzt von Fritz Moeglich. Heyne Allgemeine Reihe #386, 1965.
    - Tarzan 4 – Tarzans Sohn. Übersetzt von Leni Sobez. Williams Tarzan #4, Alsdorf 1972, ISBN 3-8071-0006-7.
    - Tarzans Sohn. Übersetzt von Ruprecht Willnow. Kranichborn Verlag, Leipzig 1994, ISBN 3-930040-12-3.
- 5 Tarzan and the Jewels of Opar (in: All-Story Weekly, November 18, 1916 - December 16, 1916)
  - Deutsch:
    - Tarzans Schatz von Opar. Übersetzt von Eduard Pfeiffer. Dieck & Co., Stuttgart 1926, DNB 573907331.
    - Tarzans Schatz von Opar. Übersetzt von Tony Kellen. Pegasus Verlag, Wetzlar 1952, DNB 450717615.
    - Tarzan – Der Schatz von Opar. Übersetzt von Fritz Moeglich. Heyne-Bücher #402, München 1965, DNB 450717623.
    - Tarzan 5 – Tarzan und die Juwelen von Opar. Übersetzt von Leni Sobez. Williams Tarzan #5, Alsdorf 1972, ISBN 3-8071-0018-0.
    - Tarzan und der Schatz von Opar. Übersetzt von Franziska Willnow. Kranichborn Verlag, Leipzig 1995, ISBN 3-930040-13-1.
    - Tarzan und das Gold von Opar. Übersetzt von Klaus-Dieter Sedlacek, ToppBook.de, Stuttgart 2021, ISBN 3-7534-2366-1.
- 6 Jungle Tales of Tarzan (in: Blue Book Magazine, September 1916 - August 1917; auch: Tarzan’s Jungle Tales)
  - Deutsch:
    - Tarzans Dschungelgeschichten. Übersetzt von Eduard Pfeiffer. Dieck & Co., Stuttgart 1925, DNB 573907315.
    - Tarzans Dschungelgeschichten. Übersetzt von Tony Kellen. Pegasus Verlag, Wetzlar 1952, DNB 450716546.
    - Tarzans Dschungelgeschichten. Übersetzt von Ruprecht Willnow. Kranichborn Verlag, Leipzig 1996, ISBN 3-930040-25-5.
- 7 Tarzan the Untamed (Teil 1 in: The Red Book Magazine, March - August 1919; Teil 2 (Tarzan and the Valley of Luna) in: All-Story Weekly, March 20, - April 17, 1920)
  - Deutsch:
    - Tarzans Rache. Übersetzt von Helmut H. Lundberg. Pegasus Verlag, Wetzlar 1954, DNB 450717704.
    - Tarzan der Ungezähmte. Übersetzt von Ruprecht Willnow. Kranichborn Verlag, Leipzig 1996, ISBN 3-930040-26-3.
- 8 Tarzan the Terrible (in: Argosy All-Story Weekly, February 12, - March 26, 1921)
  - Deutsch:
    - Tarzan in Gefahr. Übersetzt von Anne Steul. Pegasus Verlag, Wetzlar 1954, DNB 450717690.
    - Tarzan der Schreckliche. Übersetzt von Ruprecht Willnow. Kranichborn Verlag, Leipzig 1995, ISBN 3-930040-21-2.
- 9 Tarzan and the Golden Lion (in: Argosy All-Story Weekly, December 9, 1922 - January 20, 1923)
  - Deutsch:
    - Tarzan und der goldene Löwe. Übersetzt von Eduard Pfeiffer. Dieck & Co., Stuttgart 1926, DNB 573907374.
    - Tarzan und der goldene Löwe. Übersetzt von Eduard Pfeiffer. Pegasus Verlag, Wetzlar 1952, DNB 450717666.
    - Tarzan 6 – Tarzan und der goldene Löwe. Übersetzt von Leni Sobez. Williams, Alsdorf 1972, ISBN 3-8071-0027-X.
    - Tarzan und der goldene Löwe. Übersetzt von Ruprecht Willnow. Kranichborn Verlag, Leipzig 1995, ISBN 3-930040-20-4.
- 10 Tarzan and the Ant Men (in: Argosy All-Story Weekly, February 2, - March 15, 1924)
  - Deutsch:
    - Tarzan und die Ameisenmenschen. Übersetzt von Eduard Pfeiffer. Dieck & Co., Stuttgart 1928, DNB 573907358.
    - Tarzan und die Ameisenmenschen. Übersetzt von Eduard Pfeiffer. Pegasus Verlag, Wetzlar 1952, DNB 450717569.
    - Tarzan und die Ameisenmenschen. Übersetzt von Franziska Willnow. Kranichborn Verlag, Leipzig 1995, ISBN 3-930040-19-0.
- 11 Tarzan, Lord of the Jungle (in: The Blue Book Magazine, December 1927 - January 1928)
  - Deutsch:
    - Tarzan, Herr des Dschungels. Übersetzt von Ruprecht Willnow. Kranichborn Verlag, Leipzig 1995, ISBN 3-930040-22-0.
- 12 Tarzan and the Lost Empire (in: The Blue Book Magazine, October 1928 - February 1929)
  - Deutsch:
    - Tarzan und das verschollene Reich. Übersetzt von Ruprecht Willnow. Kranichborn Verlag, Leipzig 1995, ISBN 3-930040-23-9.
- 13 Tarzan at the Earth’s Core (in: The Blue Book Magazine, September 1929 - March 1930)
  - Deutsch:
    - Tarzan am Mittelpunkt der Erde. Übersetzt von Ruprecht Willnow. Kranichborn Verlag, Leipzig 1996, ISBN 3-930040-27-1.
    - Tarzan in Pellucidar. Übersetzt von Chris Bucher. Apex-Verlag, München 2021, ISBN 3-7541-3131-1.
- 14 Tarzan, Guard of the Jungle (in: The Blue Book Magazine, October 1930 - April 1931; auch: Tarzan the Invincible)
  - Deutsch:
    - Tarzan der Unbesiegbare. Übersetzt von Helmut H. Lundberg. Pegasus Verlag, Wetzlar 1955, DNB 450717631.
    - Tarzan der Unbesiegbare. Übersetzt von Ruprecht Willnow. Kranichborn Verlag, Leipzig 1995, ISBN 3-930040-24-7.
- 15 The Triumph of Tarzan (in: The Blue Book Magazine, October 1931 - March 1932; auch: Tarzan Triumphant)
  - Deutsch:
    - Tarzan triumphiert. Übersetzt von Ruprecht Willnow. Kranichborn Verlag, Leipzig 1996, ISBN 3-930040-28-X.
- 16 Tarzan and the City of Gold (in: Argosy Magazine, March 12, - April 16, 1932)
  - Deutsch:
    - Tarzan in der goldenen Stadt. Übersetzt von Helmut H. Lundberg. Pegasus Verlag, Wetzlar 1955, DNB 450717607.
    - Tarzan und die Stadt des Goldes. Übersetzt von Carola Lee-Altrichter. Kranichborn Edition, 2014, ISBN 3-930040-29-8.
- 17 Tarzan and the Lion Man (in: Liberty, November 11, 1933 - January 6, 1934)
  - Deutsch:
    - Tarzan und der Löwenmensch. Übersetzt von Helmut H. Lundberg. Pegasus Verlag, Wetzlar 1955, DNB 450717674.
    - Tarzan und der Löwenmensch. Übersetzt von Carola Lee-Altrichter. Kranichborn Edition, 2014, ISBN 3-930040-30-1.
- 18 Tarzan and the Leopard Men (in: The Blue Book Magazine, August 1932 - January 1933)
  - Deutsch:
    - Tarzan und die Leopardenmenschen. Übersetzt von Helmut H. Lundberg. Pegasus Verlag, Wetzlar 1955, DNB 450717658.
    - Tarzan und die Leopardenmenschen. Übersetzt von Carola Lee-Altrichter. Kranichborn Edition, 2014, ISBN 3-930040-31-X.
- 19 Tarzan’s Quest (in: The Blue Book Magazine, October 1935 - March 1936)
  - Deutsch:
    - Tarzan in der Welt des Wunders. Übersetzt von Helmut H. Lundberg. Pegasus Verlag, Wetzlar 1954, DNB 450716554.
    - Tarzan’s Suche. Übersetzt von Carola Lee-Altrichter. Kranichborn Edition, 2015, ISBN 3-930040-32-8.
- 20 The Red Star of Tarzan (in: Argosy Weekly, March 19, - April 23, 1938; auch: Tarzan and the Forbidden City)
  - Deutsch:
    - Tarzan und die verbotene Stadt. Übersetzt von Bernhard Schaffer. Kranichborn Edition, 2011, ISBN 3-930040-33-6.
- 21 Tarzan the Magnificent (Teil 1 Tarzan and the Magic Men in: Argosy Weekly, September 19, - October 3, 1936; Teil 2 Tarzan and the Elephant Men in: Blue Book Magazine, November 1937 - January 1938)
  - Deutsch:
    - Tarzan im Land des Schreckens. Übersetzt von Helmut H. Lundberg. Pegasus Verlag, Wetzlar 1954, DNB 450717682.
    - Tarzan der Prächtige. Übersetzt von Carola Lee-Altrichter. Kranichborn Edition, 2015, ISBN 3-930040-34-4.
- 22 Tarzan and „The Foreign Legion“ (1947; auch: Tarzan and the Foreign Legion)
  - Deutsch:
    - Tarzan und die Fremdenlegion. Übersetzt von Bernhard Schaffer. Kranichborn Edition, 2012, ISBN 3-930040-35-2.
- 23 Tarzan and the Madman (1964)
  - Deutsch:
    - Tarzan und der Verrückte. Übersetzt von Stephan Pörtner. Verlag Walde+Graf, Zürich 2012, DNB 1017661456.
    - Tarzan und der Irre. Übersetzt von Stephan Pörtner. Kranichborn Edition, 2014, ISBN 3-930040-36-0.
- 24 The Quest of Tarzan (in: Argosy Weekly, August 23, - September 6, 1941; auch: Tarzan and the Castaways)
  - Deutsch:
    - Tarzan und die Schiffbrüchigen. Übersetzt von Marion Hertle. Verlag Walde+Graf, Zürich 2012, DNB 1045766968.
    - Tarzan und die Schiffbrüchigen. Übersetzt von Martin W. Melnik. Kranichborn Edition, 2014, ISBN 3-930040-37-9.
    - Tarzan und die Schiffbrüchigen. Übersetzt von Martin W. Melnik. Edition SOLAR-X, Zossen 2020, ISBN 978-3-945713-76-1.
- Tarzan and the Tarzan Twins (Teil 1 (The Tarzan Twins) bei Volland 1927; Teil 2 (Tarzan and the Tarzan Twins with Jad-Bal-Ja, the Golden Lion) bei Whitman Publishing 1936)
  - Deutsch:
    - Tarzan: Die Tarzan-Zwillinge. Übersetzt von Carola Lee-Altrichter. Kranichborn Edition, 2016.
- Tarzan: The Lost Adventure (1995; mit Joe R. Lansdale)
  - Deutsch:
    - Tarzan: Das letzte Abenteuer. Übersetzt von Bernhard Schaffer. Kranichborn Edition, 2013.

Kurzgeschichten
- The Tarzan Twins (Volland, October 1927)
  - Deutsch:
    - Verloren im Urwald. (in: Tarzan: Die Tarzan-Zwillinge) Übersetzt von Carola Lee-Altrichter. Kranichborn Edition, 2016.
- Tarzan and the Tarzan Twins with Jad-bal-ja, the Golden Lion (Whitman Publishing, March 1936)
  - Deutsch:
    - Tarzan 4 - Die Entführung. Übersetzt von Heinrich F. Gottwald. Engelbert-Verlag, Balve (Westf.) 1971, ISBN 3-536-00955-7.
    - In den Händen der Sonnenanbeter. (in: Tarzan: Die Tarzan-Zwillinge) Übersetzt von Carola Lee-Altrichter. Kranichborn Edition, 2016.
- Tarzan and the Champion (in: Blue Book, April 1940)
  - Deutsch:
    - Tarzan und der Champion. (in: Tarzan und die Schiffbrüchigen) Übersetzt von Bernhard Schaffer. Kranichborn Edition, 2014, ISBN 3-930040-37-9.
- Tarzan and the Jungle Murders. (in: Thrilling Adventures, June 1940)
  - Deutsch:
    - Tarzan auf Mörderjagd. (in: Tarzan und die Schiffbrüchigen) Übersetzt von Bernhard Schaffer. Kranichborn Edition, 2014, ISBN 3-930040-37-9.
- Young Tarzan and the Mysterious She (in: Cirsova: Magazine of Thrilling Adventure and Daring Suspense , #1 Spring 2019; mit Michael Tierney)
  - Deutsch:
    - Tarzan und die geheimnisvolle Frau. (in: Tarzan und der Gott der Blitze) Übersetzt von Carola Lee-Altrichter. Kranichborn Edition, 2022.

The New Stories of Tarzan (Kurzgeschichtenserie. Buchausgabe 1919 als Jungle Tales of Tarzan):
- 1 Tarzan’s First Love (in: The Blue Book Magazine, September 1916)
- 2 The Capture of Tarzan (in: The Blue Book Magazine, October 1916)
- 3 The Fight for the Balu (in: The Blue Book Magazine, November 1916)
- 4 The God of Tarzan (in: The Blue Book Magazine, December 1916)
- 5 Tarzan and the Black Boy (in: The Blue Book Magazine, January 1917)
- 6 The Witch-Doctor Seeks Vengeance (in: The Blue Book Magazine, February 1917)
- 7 The End of Bukawai (in: The Blue Book Magazine, March 1917)
- 8 The Lion (in: The Blue Book Magazine, April 1917)
- 9 The Nightmare (in: The Blue Book Magazine, May 1917)
- 10 The Battle for Teeka (in: The Blue Book Magazine, June 1917)
- 11 A Jungle Joke (in: The Blue Book Magazine, July 1917)
- 12 Tarzan Rescues the Moon (in: The Blue Book Magazine, August 1917)

### Serien und Zyklen
Pellucidar
- 1 At the Earth’s Core (4 Teile in: All-Story Weekly, April 4, 1914 ff.; auch: Lost Inside the Earth, 1929)
  - Deutsch: Am Mittelpunkt der Erde. Kranichborn, 1997. Auch als: Der sechste Kontinent. Übersetzt von Helmut W. Pesch. Apex, 2018, ISBN 978-3-7467-6743-7. Auch als: Odyssee durch die Innenwelt. Übersetzt von Hendrik Többens. Többens, 2019, ISBN 978-3-00-061749-2.
- 2 Pellucidar (5 Teile in: All-Story Cavalier Weekly, May 1, 1915 ff.)
  - Deutsch: Pellucidar. Kranichborn, 1997. Auch als: Rückkehr nach Pellucidar. Übersetzt von Helmut W. Pesch. Apex, 2018, ISBN 978-3-7467-6744-4.
- 3 Tanar of Pellucidar (6 Teile in: The Blue Book Magazine, March 1929 ff.)
  - Deutsch: Tanar von Pellucidar. Kranichborn, 1997.
- 5 Seven Worlds to Conquer (6 Teile in: Argosy, January 9, 1937 ff.; auch: Back to the Stone Age)
  - Deutsch: Zurück in die Steinzeit. Kranichborn, 1997.
- 6 Land of Terror (1944)
  - Deutsch: Land des Schreckens. Kranichborn, 1997.
- 7 Savage Pellucidar (1941)
  - Deutsch: Wildes Pellucidar. Kranichborn, 1997.

Kurzgeschichten:
- Men of the Bronze Age (in: Amazing Stories, March 1942)
- The Return to Pellucidar (in: Amazing Stories, February 1942; auch: Return to Pellucidar, 1969)
- Tiger Girl (in: Amazing Stories, April 1942)
- Savage Pellucidar (1963, in: Edgar Rice Burroughs: Savage Pellucidar)
- Three Science Fiction Novels (Sammelausgabe von 1–3; 1963)

The Eternal Lover (Kurzgeschichten)
- 1 The Eternal Lover (in: All-Story Weekly, March 7, 1914)
- 2 Sweetheart Primeval (4 Teile in: All-Story Cavalier Weekly, January 23, 1915 ff.)
- The Eternal Lover (1925, Roman; auch: The Eternal Savage, 1963)

Barney Custer (Kurzgeschichten)
- The Mad King (in: All-Story Weekly, March 21, 1914)
- Barney Custer of Beatrice (3 Teile in: All-Story Weekly, August 7, 1915 ff.)
- The Mad King (1926, Roman)
  - Deutsch: Der falsche König. Übersetzt von Helmut W. Pesch. Apex, 2023. ISBN 978-3-7575-2447-0.

Mucker
- 1 The Mucker (4 Teile in: All-Story Cavalier Weekly, October 24, 1914 ff.)
- 2 The Return of the Mucker (5 Teile in: All-Story Weekly, June 17, 1916 ff.; auch: Return of the Mucker, 1974; auch: The Man Without a Soul, 1922)
- The Mucker (Sammelausgabe von 1 und 2; 1921)
- The Mucker Series: The Mucker, The Return of the Mucker, The Oakdale Affair (2011)

Caspak / Caprona
- 1 The Land That Time Forgot (in: The Blue Book Magazine, August 1918)
  - Deutsch: Das vergessene Land. Übersetzt von Christoph Weber. In: Caprona: Im Reich der Dinosaurier. Kranichborn, 1997.
- 2 The People That Time Forgot (in: The Blue Book Magazine, October 1918)
  - Deutsch: Im vergessenen Land. Übersetzt von Christoph Weber. In: Caprona: Im Reich der Dinosaurier. Kranichborn, 1997.
- 3 Out of Time’s Abyss (in: The Blue Book Magazine, December 1918)
  - Deutsch: Flucht aus dem vergessenen Land. Übersetzt von Christoph Weber. In: Caprona: Im Reich der Dinosaurier. Kranichborn, 1997.
- The Land That Time Forgot (Sammelausgabe von 1–3; 1924; auch: The Land That Time Forgot / The People That Time Forgot / Out of Time’s Abyss, 2014)
  - Deutsch: Caprona: Im Reich der Dinosaurier. Kranichborn, 1997. Auch als: Caprona: Im Reich der Dinosaurier. Übersetzt von Christoph Weber. Blitz Phantastische Romane #19, 2000, ISBN 3-89840-000-X.

The Moon Sequence / Mond-Trilogie
- 1 The Moon Maid (5 Teile in: Argosy All-Story Weekly, May 5, 1923 ff.; auch: Conquest of the Moon, 1928)
- 2 The Moon Men (4 Teile in: Argosy All-Story Weekly, February 21, 1925 ff.)
- 3 The Red Hawk (3 Teile in: Argosy All-Story Weekly, September 5, 1925 ff.)
- The Moon Men (1925)
- The Moon Maid (Sammelausgabe von 1–3; 1926; auch: The Moon Men, 1962)
  - Deutsch: Die Mondtrilogie (Das Mondmädchen, Die Mondmänner, Der rote Falke). ISBN 978-3-943208-75-7, Verlag Heliakon (2021) Übersetzer: Osmar Henry Syring

The War Chief / Shoz Dijiji
- 1 The War Chief (5 Teile in: Argosy All-Story Weekly, April 16, 1927 ff.)
- 2 The Apache Devil (6 Teile in: Argosy All-Story Weekly, May 19, 1928 ff.; auch: Apache Devil, 1933)

Amtor- oder Venus-Zyklus
- 1 Pirates of Venus (6 Teile in: Argosy, September 17, 1932 ff.)
  - Deutsch: Piraten der Venus. Übersetzt von Thomas Schlück. Heyne SF&F #3188, 1970.
- 2 Lost on Venus (7 Teile in: Argosy, March 4, 1933 ff.)
  - Deutsch: Auf der Venus verschollen. Übersetzt von Thomas Schlück. Heyne SF&F #3192, 1970.
- 3 Carson of Venus (1937)
  - Deutsch: Krieg auf der Venus. Übersetzt von Thomas Schlück. Heyne SF&F #3222, 1971.
- 4 Escape on Venus (1946; auch: Escape On Venus)
  - Deutsch: Odyssee auf der Venus. Übersetzt von Thomas Schlück. Heyne SF&F #3241, 1971.
- 5 The Wizard of Venus (1970; auch: The Wizard of Venus and Pirate Blood, 1979)
  - Deutsch: Der Zauberer der Venus. Kranichborn Fantasy, 2015.
- Pirate Blood (1970, in: Edgar Rice Burroughs: The Wizard of Venus)
  - Deutsch: Piratenblut. In: Edgar Rice Burroughs: Der Zauberer der Venus. Kranichborn Fantasy, 2015.

Kurzgeschichten:
- Goddess of Fire (in: Fantastic Adventures, July 1941)
- The Living Dead (in: Fantastic Adventures, November 1941)
- Slaves of the Fish Men (in: Fantastic Adventures, March 1941)
- War on Venus (in: Fantastic Adventures, March 1942)
- The Wizard of Venus (1964, in: Edgar Rice Burroughs: Tales of Three Planets)
  - Deutsch: Der Zauberer der Venus. In: Edgar Rice Burroughs: Der Zauberer der Venus. Kranichborn Fantasy, 2015.

Beyond the Farthest Star (Kurzgeschichten)
- 1 Beyond the Farthest Star (in: The Blue Book Magazine, January 1942; auch: Adventure on Poloda, 1973)
- 2 Tangor Returns (1964, in: Edgar Rice Burroughs: Tales of Three Planets)
- Beyond the Farthest Star (1964, Sammlung)

MurderA Collection of Short Murder Mystery Puzzles (Kurzgeschichten)
- The Bank Murder (2001, in: Edgar Rice Burroughs: Forgotten Tales of Love and Murder)
- The Dark Lake Murder (2001, in: Edgar Rice Burroughs: Forgotten Tales of Love and Murder)
- Foreword (Murder: A Collection of Short Murder Mystery Puzzles) (2001, Essay in: Edgar Rice Burroughs: Forgotten Tales of Love and Murder)
- The Gang Murder (2001, in: Edgar Rice Burroughs: Forgotten Tales of Love and Murder)
- The Lightship Murder (2001, in: Edgar Rice Burroughs: Forgotten Tales of Love and Murder)
- Murder at Midnight (2001, in: Edgar Rice Burroughs: Forgotten Tales of Love and Murder)
- The Terrace Drive Murder (2001, in: Edgar Rice Burroughs: Forgotten Tales of Love and Murder)
- Who Murdered Mr. Thomas? (2001, in: Edgar Rice Burroughs: Forgotten Tales of Love and Murder)

### Romane
- The Cave Girl (3 Teile in: The All-Story, July 1913 ff.; auch: The Cave Man, 1917)
- The Outlaw of Torn (5 Teile in: New Story Magazine, January 1914 ff.)
- Beyond Thirty (1915)
- The Girl from Farris’s (4 Teile in: All-Story Weekly, September 23, 1916 ff.)
- The Oakdale Affair (1917)
- H.R.H. the Rider (3 Teile in: All-Story Weekly, December 14, 1918 ff.; auch: The Rider, 1937)
- The Efficiency Expert (4 Teile in: Argosy All-Story Weekly, October 8, 1921 ff.)
- The Girl from Hollywood (6 Teile in: Munsey’s Magazine, June 1922 ff.)
- The Bandit of Hell’s Bend (6 Teile in: Argosy All-Story Weekly, September 13, 1924 ff.)
- Marcia of the Doorstep (1924)
- The Monster Men (1929)
- The Land of Hidden Men (5 Teile in: The Blue Book Magazine, May 1931 ff.; auch: Jungle Girl, 1932)
- The Lad and the Lion (1938)
- The Terrible Tenderfoot (3 Teile in: Thrilling Adventures, March 1940 ff.; auch: The Deputy Sheriff of Comanche County)
- The Man Eater (1955)
- I Am a Barbarian (1967)
- You Lucky Girl!: A Love Story in Three Acts (1999)
- Clandestine Classics: A Princess of Mars (2013; mit Bebe Balocca)

### Sammlungen
- Tales of Three Planets (1964)
- Edgar Rice Burroughs Science Fiction Classics (Sammelausgabe von 5 Romanen; 1982)
- Forgotten Tales of Love and Murder (2001)
- Edgar Rice Burroughs: Thrillogy (2012, Sammelausgabe)
- The Hollow Earth: At the Earth’s Core and Pellucidar (2012, Sammelausgabe)
- Tarzan of the Apes & Other Tales: Centenary Edition (2012, Sammelausgabe)
- The Edgar Rice Burroughs Western MEGAPACK (2015)

### Kurzgeschichten
1913
- A Man Without a Soul (in: The All-Story, November 1913)

1916
- Beyond Thirty (in: All Around Magazine, February 1916; auch: The Lost Continent, 1963; auch: Beyond Thirty-The Lost Continent, 2000)

1917
- The Lad and the Lion (3 Teile in: All-Story Weekly, June 30, 1917 ff.)

1937
- The Resurrection of Jimber-Jaw (in: Argosy, February 20, 1937)

1939
- The Scientists Revolt (in: Fantastic Adventures, July 1939; mit Raymond A. Palmer)

1955
- The Man-Eater (1955; auch: The Man Eater, 1974)

1964
- The Oakdale Affair (lost ending) (1964, in: Henry Hardy Heins (Hrsg.): A Golden Anniversary Bibliography of Edgar Rice Burroughs)

1974
- Beware! (in: Burroughs Bulletin, July 1974)

1981
- Foreword (Tarzan at the Earth’s Core) (1981, in: Edgar Rice Burroughs: Tarzan at the Earth’s Core)

1998
- Minidoka, 937th Earl of One Mile Series M (1998)

2001
- The Avenger (2001, in: Edgar Rice Burroughs: Forgotten Tales of Love and Murder)
- Calling All Cars (2001, in: Edgar Rice Burroughs: Forgotten Tales of Love and Murder)
- The Dupuyster Case (2001, in: Edgar Rice Burroughs: Forgotten Tales of Love and Murder)
- Elmer (2001, in: Edgar Rice Burroughs: Forgotten Tales of Love and Murder)
- For the Fool’s Mother (2001, in: Edgar Rice Burroughs: Forgotten Tales of Love and Murder)
- Jonathan’s Patience (2001, in: Edgar Rice Burroughs: Forgotten Tales of Love and Murder)
- The Little Door (2001, in: Edgar Rice Burroughs: Forgotten Tales of Love and Murder)
- Misogynists Preferred (2001, in: Edgar Rice Burroughs: Forgotten Tales of Love and Murder)
- The Red Necktie (2001, in: Edgar Rice Burroughs: Forgotten Tales of Love and Murder)
- The Strange Adventure of Mr. Dinnwiddie (2001, in: Edgar Rice Burroughs: Forgotten Tales of Love and Murder)
- Uncle Bill (2001, in: Edgar Rice Burroughs: Forgotten Tales of Love and Murder)

2002
- From Under the Moons of Mars (2002, in: James Gunn (Hrsg.): The Road to Science Fiction: Volume 2: From Wells to Heinlein)

### Sachliteratur
- Brother Men (2005; mit Herbert T. Weston)